# Liste von Bergwerken im Kreis Mettmann

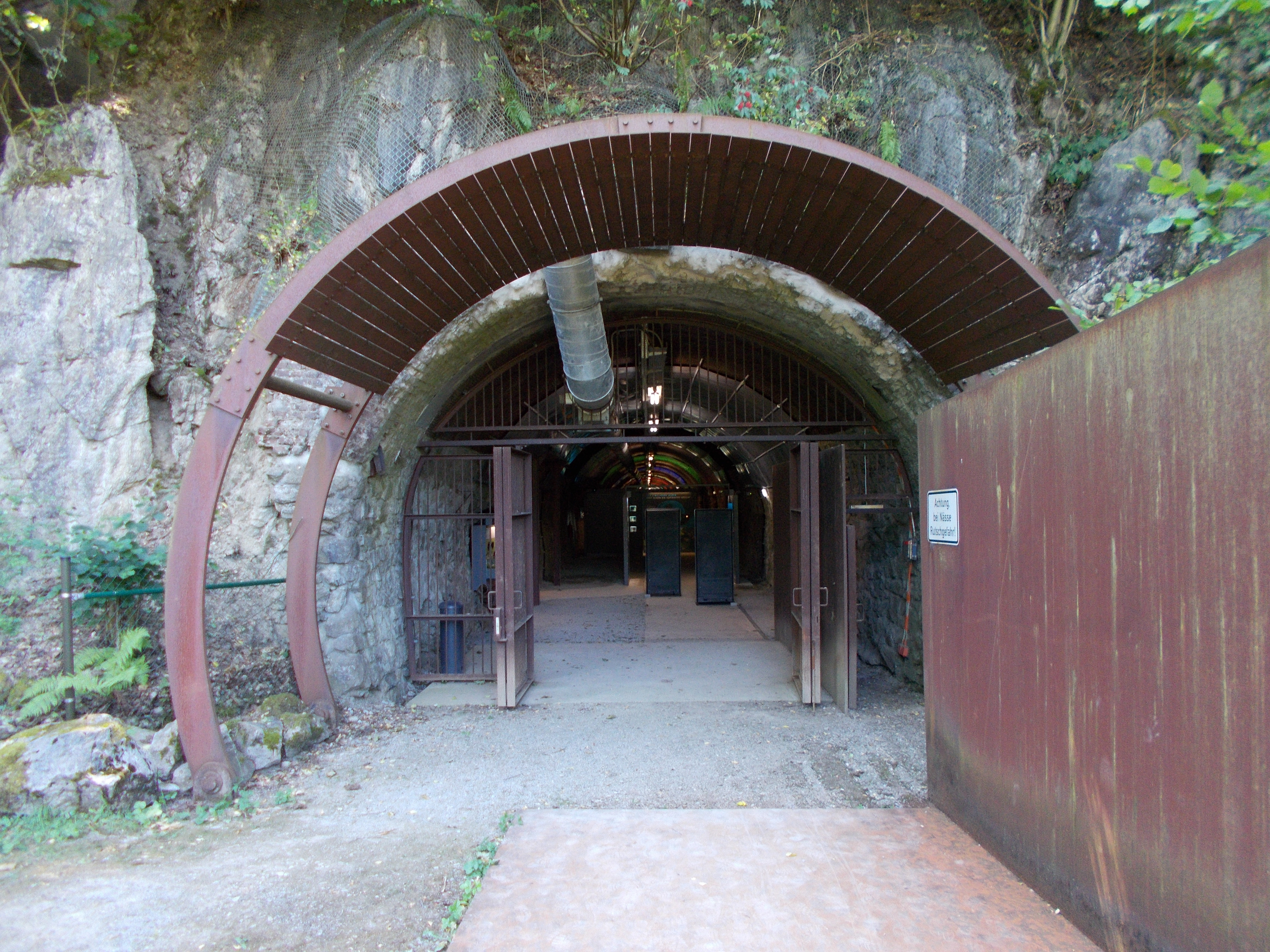
Eingang Zeittunnel, 2018

Die Liste von Bergwerken im Kreis Mettmann umfasst die stillgelegten Bergwerke im Kreis Mettmann, Nordrhein-Westfalen. Im Interesse standen Erze wie Blei-Zinkerze und Eisenerze, Kalk ebenso wie Alaunschiefer. An der Nordgrenze des Kreises kamen die südlichsten Flöze des Steinkohlereviers an die Oberfläche.

## Geschichte
Rund um das Gelände des heutigen Diakonissen-Mutterhauses Bleibergquelle in Velbert wurde laut alter Urkunden schon Ende des 15. Jahrhunderts nach Blei geschürft. 1491 überschrieb Margret von Bernsau ihrer Tochter Elsbeth eine Leibrente von 32 Talern, zahlbar „aus ihren Renten von dem Bleiberg in der Herrlichkeit Hardenberg“. 1772 setzte ein Wassereinbruch der Förderung zunächst ein Ende. Hier beantragte Friedrich Harkort im Jahre 1844 die Genehmigung für den Betrieb der Grube Prinz Wilhelm nahe der heutigen Langenberger Straße, die im Betrieb bis 1900 eine Teufe von 300 Meter erreichte. Bis 1940 wurde im Norden des Kreises Erz abgebaut.
Auch in Haan und in Hilden verzeichnete man einen Erzbergbau.

## Liste
Die Zeitpunkte bedeuten ggf. auch den Verleih der Rechte, Beginn der Teufe, bzw. Verfüllung und Abriss bis zur endgültigen Schließung. Ggf. standen die Anlagen auch zwischenzeitlich still.

### Heiligenhaus
| Name     | Stadt und Ortsteil | Beginn | Ende | Anmerkungen                                 |
| -------- | ------------------ | ------ | ---- | ------------------------------------------- |
| Clara    | Heiligenhaus       |        |      |                                             |
| Thalburg | Heiligenhaus       |        |      | Blei, Kupfer, Eisenerz, Schwefelkies, Alaun |

### Mettmann
| Name       | Stadt und Ortsteil  | Beginn | Ende | Anmerkungen                      |
| ---------- | ------------------- | ------ | ---- | -------------------------------- |
| Benthausen | Mettmann-Metzkausen | 1889   | 1904 | entdeckt ca. 1740, Blei, Zinkerz |

### Ratingen
| Name    | Stadt und Ortsteil | Beginn | Ende | Anmerkungen                                               |
| ------- | ------------------ | ------ | ---- | --------------------------------------------------------- |
| Lintorf | Ratingen-Lintorf   |        |      | Blei, Zink, Kupfer, Eisenerz, Schwefelkies, Alaunschiefer |

### Velbert
| Name                           | Stadt und Ortsteil | Beginn | Ende | Anmerkungen                                   |
| ------------------------------ | ------------------ | ------ | ---- | --------------------------------------------- |
| Die Aurora, vormals Engelsthal |                    |        |      | im Hefel                                      |
| Dietrich-Wilhelm               |                    |        |      | am Plätzchen                                  |
| Eisenberg                      | Velbert            | 1889   | 1903 | Blei, Zinkerz, Eisen, Kupfer, Schwefel, Alaun |
| Engelsthal                     | Velbert            | 1572   |      | Alaunbergwerk                                 |
| Ferdinande                     | Velbert            |        |      | Blei, Zink, Kupfererz                         |
| Glückauf                       | Velbert            |        |      | Blei, Kupfer, Zink                            |
| Stolberg                       |                    |        |      | im Langenhorst                                |
| Wilhelm II                     | Velbert            |        | 1903 | Blei, am Dalbecksbaum                         |